# Energia nucleare in Romania
Nel 2011 l'energia nucleare in Romania ha generato il 19% dell'energia elettrica prodotta in totale nel Paese.
A marzo 2010, è presente in questa nazione 1 centrale elettronucleare in funzione (Cernavodă nell'omonima località) che dispone di 2 reattori operativi di tipo CANDU.
Non vi sono centrali elettronucleari chiuse.

## Storia
Nella fine degli 1970' fu pianificata la costruzione dell'impianto di Cernavodă sul Danubio, composto da 5 unità. Furono prese in considerazione le tecnologie CANDU e VVER440, e dopo discussioni fu scelta la prima opzione. L'impianto fu costruito utilizzando tecnologia proveniente da Canada (AECL), Italia e USA per la realizzazione di 5 reattori di tipologia CANDU-6. La costruzione dei reattori iniziò nell'inizio degli anni 1980, la costruzione dei reattori dal 2 al 5 fu sospesa nel 1991 per concentrare i lavori nella costruzione del primo reattore, che era fatta dal consorzio AECL-Ansaldo; il reattore entrò in produzione commerciale alla fine del 1996. L'impianto è gestito dalla compagnia di stato Societatea Nationala Nuclearelectrica (SNN), costituita nel 1998. La centrale produce anche riscaldamento per la cittadina di Cernavodă.
Nel corso del 2000 il governo ha deciso di finire il secondo reattore dell'impianto, per supplire con una fonte a basso costo per la capacità produttiva della nazione. L'impianto, costruito da un consorzio AECL-Ansaldo-SNN ha completato il secondo reattore a fine 2007 per un costo totale di 777 milioni€.

## Programma nucleare futuro
Nel 2002 la SNN ha commissionato a AECL e ad Ansaldo degli per completare i lavori delle ultime tre unità dell'impianto di Cernavodă. Nell'agosto 2004 il governo propose a diverse compagnie di completare il reattore 3 sotto un partnetariato pubblico-privato, nel corso del 2006 si è aggiunta l'opzione del reattore 4. Fu quindi deciso di creare una joint venture del valore di 2.5 miliardi€ con la SNN per il completamento delle due unità, nel corso del 2007 furono poi scelti vari potenziali investitori da una più ampia rosa iniziale; dopo varie discussioni e decisioni governative fu proposto un partnetariato per la creazione della società EnergoNuclear che gestirà l'impianto composto da: SNN per il 51% del progetto, Iberdrola e ArcelorMittal per il 6.2%; e Enel, GDF Suez, RWE AG, ČEZ per il 9.15%.
La EnergoNuclear è stata costituita formalmente nell'aprile 2009, ed il costo previsto è di 4 miliardi€, a settembre però era evidente che la SNN sarebbe riuscita a partecipare solo per il 20-25% del totale. La prima delle due unità è prevista per essere completata nel corso del 2016. La SNN sta anche pianificando il completamento dell'unità 5 entro il 2020, il governo però è indirizzato verso la costruzione dei successivi reattori in altri siti. I primi piani prevedevano 10 reattori CANDU e 3 VVER1000 in alcuni siti. Nel corso del 2008 e del 2009 fu presa in considerazione la costruzione di una nuova centrale, i siti proposti sono quelli di Târnăveni e di Sibiu, entrambi nel centro della nazione. Non è stata presa nessuna decisione in merito.

## Ciclo del combustibile
Il reattore di Cernavodă utilizza 105t di combustibile all'anno, che è prodotto da una sussidiaria della SNN, la Fabrica de Combustibil Nuclear (FCN) presso Pitești. Questo è stato qualificato dalla AECL per produrre combustibile per i reattori CANDU, ed è l'unico impianto fuori dal canada in grado di produrlo. L'acqua pesante utilizzata è prodotta dalla Romanian Nuclear Activities Authority (RAAN), presso la città di Drobeta-Turnu Severin.

## Reattori di ricerca
È presente un reattore di ricerca da 14MWt TRIGA in funzione a Pitești. È in corso di decommissioning un reattore russo da 2MW presso il distretto di fisica dell'Università di Bucarest a Măgurele.

## Gestione dei rifiuti e depositi geologici
Il combustibile esausto è stoccato presso il reattore per un periodo di 10 anni, dopo questo periodo è inviato presso un sito di stoccaggio a secco, sono in corso degli studi per la localizzazione di un deposito geologico. Vicino all'impianto di Cernavodă è situato un deposito per i rifiuti di medio e basso livello, presso Pitești è presente un centro di trattamento per i rifiuti di basso livello.

## Produzione di uranio
La Romania è un piccolo produttore di uranio, con circa 90t prodotte ogni anno; la sua produzione storica è di 18.259t al 2006. Ha modeste risorse uranifere, quantificate in 6700t di Uranio a <130$/kg nel "Red Book" del 2007.

## Centrali elettronucleari
Tutti i dati della tabella sono aggiornati a luglio 2010
| Reattori operativi |                    |           |                    |                                    |                                   |                        |
| Centrale | Potenza netta (MW) | Tipologia | Inizio costruzione | Allacciamento alla rete            | Produzione commerciale            | Dismissione (prevista) |
| Cernavodă (Reattore 1) | 650                | CANDU     | 1º luglio 1982     | 11 luglio 1996                     | 2 dicembre 1996                   |                        |
| Cernavodă (Reattore 2) | 650                | CANDU     | 1º luglio 1983     | 8 agosto 2007                      | 31 dicembre 2007                  |                        |
| Totale: 2 reattori per complessivi 1.300 MW |                    |           |                    |                                    |                                   |                        |
| Reattori in costruzione |                    |           |                    |                                    |                                   |                        |
| Centrale | Potenza netta (MW) | Tipologia | Inizio costruzione | Allacciamento alla rete (previsto) | Produzione commerciale (previsto) | Costo (previsto)       |
| Totale: 0 reattori per complessivi 0 MW |                    |           |                    |                                    |                                   |                        |
| Reattori pianificati ed in fase di proposta |                    |           |                    |                                    |                                   |                        |
| Totale programmati: 2 reattori per complessivi 1.300 MW Totale proposti: 1 reattori per oltre 650 MW complessivi                                                    |                    |           |                    |                                    |                                   |                        |
| Reattori dismessi |                    |           |                    |                                    |                                   |                        |
| Nessuno |                    |           |                    |                                    |                                   |                        |
| NOTE: - La normativa in vigore prevede la possibilità di sostituzione e/o aumento del parco reattori al termine del ciclo vitale degli impianti ancora in funzione. |                    |           |                    |                                    |                                   |                        |